# 飾磨郡
飾磨郡（日语：／ Shikama gun */?）是過去位於日本兵庫縣中部的郡，已於2006年因無管轄町村而廢除。
過去飾磨郡的範圍現全屬皆被併入姬路市，也是現在姬路市的主要組成區域。

## 歷史
過去屬於播磨國轄下的郡，在約13世紀至14世紀期間被分割為飾東郡及飾西郡兩郡，直到1896年才再次被整併為飾磨郡。
在19世紀末江戶時代結束之際，現在的飾磨郡大部分地區皆屬姬路藩領地，另有少部分區域屬於幕府領地和寺社領。
隨著1868年幕府的結束及接著實施的廢藩置縣政策，郡內各地曾先後分屬兵庫裁判所、兵庫縣、姬路縣管轄，直到1871年才全數整併為姬路縣的轄區，1876年再次整併到兵庫縣內。
1879年實施郡區町村編制法，正式的設置了近代的行政區劃「飾東郡」和「飾西郡」，直到1896年兩郡合併為飾磨郡。

### 年表

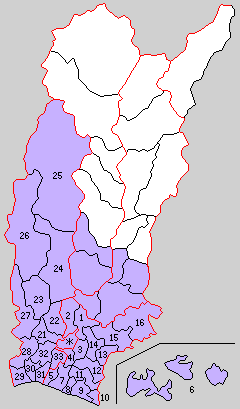
1896年時飾磨郡轄下的行政區劃
1.水上村 2.城北村 3.市殿村 4.國衙村 5.飾磨町 6.家島村 7.高濱村・下中島村 8.妻鹿村 9.白濱村 10.八木村 11.糸引村 12.四鄉村 13.御國野村 14.花田村 15.谷外村 16.谷内村 21.高岡村 22.安室村 23.曾左村 24.置鹽村 25.鹿谷村 26.菅野村 27.余部村 28.八幡村 29.廣村 30.英賀保村 31.津田村 32.荒川村 33.手柄村
（紫色：現屬姬路市、＊為1889年時的姬路市）

- 1896年04月1日：飾東郡和飾西郡合併為飾磨郡，轄下町村包括：水上村（日语：水上村 (兵庫県)）、城北村（日语：城北村 (兵庫県飾磨郡)）、市殿村（日语：市殿村）、國衙村（日语：国衙村）、飾磨町、家島村、高濱村（日语：高浜村 (兵庫県)）、下中島村（日语：下中島村 (兵庫県)）、妻鹿村、白濱村、八木村（日语：八木村 (兵庫県飾磨郡)）、糸引村（日语：糸引村）、四鄉村（日语：四郷村 (兵庫県)）、御國野村（日语：御国野村）、花田村（日语：花田村 (兵庫県)）、谷外村（日语：谷外村）、谷內村（日语：谷内村 (兵庫県)）、高岡村（日语：高岡村 (兵庫県)）、安室村（日语：安室村）、曾左村（日语：曽左村）、置鹽村（日语：置塩村）、鹿谷村（日语：鹿谷村 (兵庫県)）、菅野村（日语：菅野村 (兵庫県飾磨郡)）、部村、八幡村（日语：八幡村 (兵庫県飾磨郡)）、廣村（日语：広村 (兵庫県)）、英賀保村（日语：英賀保村）、津田村（日语：津田村 (兵庫県)）、荒川村（日语：荒川村 (兵庫県)）、手柄村（日语：手柄村）。（1町29村）
- 1896年7月1日：實施郡制（日语：郡制），設立郡參事會（日语：郡参事会）。
- 1912年04月1日：國衙村的部分地區和市殿村的部分地區一同被併入姬路市；其餘地區則合併為城南村（日语：城南村 (兵庫県飾磨郡)）。（1町28村）
- 1919年04月1日：下中島村被併入飾磨町。（1町27村）
- 1923年04月1日：廢除郡會和郡參事會。
- 1925年04月1日：城北村被併入姬路市。[2]（1町26村）
- 1926年07月1日：廢除郡役所，此後郡不再作為行政區劃，只作為地名的表示。
- 1927年11月1日：妻鹿村改制為妻鹿町（日语：妻鹿町）。（2町25村）
- 1928年11月10日：家島村改制為家島町（日语：家島町）。（3町24村）
- 1933年04月1日：（3町22村）
  - 水上村被併入姬路市。[2]
  - 津田村被併入飾磨町。
- 1935年10月1日：城南村和高岡村被併入姬路市。[2]（3町20村）
- 1936年01月11日：白濱村改制為白濱町（日语：白浜町 (兵庫県)）。（4町19村）
- 1936年4月1日（4町14村）
  - 安室村、荒川村、手柄村被併入姬路市。[2]
  - 高濱村和英賀保村被併入飾磨町。
- 1938年04月1日：妻鹿町被併入飾磨町。（3町14村）
- 1940年02月11日：飾磨町改制為飾磨市（日语：飾磨市），並脫離飾磨郡。（2町14村）
- 1941年04月1日：廣村和八幡村合併為廣畑町（日语：広畑町）。 （3町12村）
- 1946年03月1日：白濱町、廣畑町、姫路市、飾磨市和揖保郡網干町（日语：網干町）、大津村（日语：大津村 (兵庫県)）、勝原村（日语：勝原村）、部村合併為新設立的姬路市[2]，並脫離飾磨郡。（1町12村）
- 1954年07月1日：八木村、糸引村、曾左村、余部村被併入姬路市。[2]（1町8村）
- 1954年8月1日：谷外村和谷內村合併為飾東村（日语：飾東村）。（1町7村）
- 1955年07月1日：置鹽村、鹿谷村、菅野村合併合併為夢前町（日语：夢前町）。（2町4村）
- 1957年10月1日：四鄉村、御國野村和花田村被併入姬路市。[2]（2町1村）
- 1958年01月1日：飾東村被併入姫路市。[2]（2町）
- 2006年03月27日：家島町和夢前町被併入姬路市[2]；同時飾磨郡因無管轄町村而被廢除。

### 變遷表
| 1889年4月1日 | 1889年-1926年           | 1926年-1944年            | 1926年-1944年           | 1926年-1944年         | 1944年-1954年           | 1954年-1989年            | 1989年-現在              | 現在   |
| ------------ | ----------------------- | ------------------------ | ----------------------- | --------------------- | ----------------------- | ------------------------ | ------------------------ | ------ |
| 姬路市       | 姬路市                  | 姬路市                   | 姬路市                  | 姬路市                | 1946年3月1日 姬路市     | 姬路市                   | 姬路市                   | 姬路市 |
| 城北村       | 1925年4月1日 併入姬路市 | 姬路市                   | 姬路市                  | 姬路市                | 1946年3月1日 姬路市     | 姬路市                   | 姬路市                   | 姬路市 |
| 水上村       | 水上村                  | 1933年4月1日 併入姬路市  | 姬路市                  | 姬路市                | 1946年3月1日 姬路市     | 姬路市                   | 姬路市                   | 姬路市 |
| 市殿村       | 1912年4月1日 城南村     | 1935年10月1日 併入姬路市 | 姬路市                  | 姬路市                | 1946年3月1日 姬路市     | 姬路市                   | 姬路市                   | 姬路市 |
| 國衙村       | 1912年4月1日 城南村     | 1935年10月1日 併入姬路市 | 姬路市                  | 姬路市                | 1946年3月1日 姬路市     | 姬路市                   | 姬路市                   | 姬路市 |
| 高岡村       |                         | 1935年10月1日 併入姬路市 | 姬路市                  | 姬路市                | 1946年3月1日 姬路市     | 姬路市                   | 姬路市                   | 姬路市 |
| 安室村       | 安室村                  | 1936年4月1日 併入姬路市  | 姬路市                  | 姬路市                | 1946年3月1日 姬路市     | 姬路市                   | 姬路市                   | 姬路市 |
| 荒川村       |                         | 1936年4月1日 併入姬路市  | 姬路市                  | 姬路市                | 1946年3月1日 姬路市     | 姬路市                   | 姬路市                   | 姬路市 |
| 手柄村       |                         | 1936年4月1日 併入姬路市  | 姬路市                  | 姬路市                | 1946年3月1日 姬路市     | 姬路市                   | 姬路市                   | 姬路市 |
| 飾磨町       | 飾磨町                  | 飾磨町                   | 飾磨町                  | 1940年2月11日 飾磨市  | 1946年3月1日 姬路市     | 姬路市                   | 姬路市                   | 姬路市 |
| 下中島村     | 1919年4月1日 併入飾磨町 | 飾磨町                   | 飾磨町                  | 1940年2月11日 飾磨市  | 1946年3月1日 姬路市     | 姬路市                   | 姬路市                   | 姬路市 |
| 津田村       | 津田村                  | 1933年4月1日 併入飾磨町  | 飾磨町                  | 1940年2月11日 飾磨市  | 1946年3月1日 姬路市     | 姬路市                   | 姬路市                   | 姬路市 |
| 高濱村       | 高濱村                  | 高濱村                   | 1936年4月1日 併入飾磨町 | 1940年2月11日 飾磨市  | 1946年3月1日 姬路市     | 姬路市                   | 姬路市                   | 姬路市 |
| 英賀保村     |                         |                          | 1936年4月1日 併入飾磨町 | 1940年2月11日 飾磨市  | 1946年3月1日 姬路市     | 姬路市                   | 姬路市                   | 姬路市 |
| 妻鹿村       | 妻鹿村                  | 1927年11月1日 妻鹿町     | 1938年4月1日 併入飾磨町 | 1940年2月11日 飾磨市  | 1946年3月1日 姬路市     | 姬路市                   | 姬路市                   | 姬路市 |
| 白濱村       | 白濱村                  | 1936年1月11日 白濱町     | 1936年1月11日 白濱町    | 1936年1月11日 白濱町  | 1946年3月1日 姬路市     | 姬路市                   | 姬路市                   | 姬路市 |
| 八幡村       | 八幡村                  | 八幡村                   | 八幡村                  | 1941年4月1日 廣畑町   | 1946年3月1日 姬路市     | 姬路市                   | 姬路市                   | 姬路市 |
| 廣村         |                         |                          |                         | 1941年4月1日 廣畑町   | 1946年3月1日 姬路市     | 姬路市                   | 姬路市                   | 姬路市 |
| 八木村       | 八木村                  | 八木村                   | 八木村                  | 八木村                | 1954年7月1日 併入姬路市 | 姬路市                   | 姬路市                   | 姬路市 |
| 糸引村       |                         |                          |                         |                       | 1954年7月1日 併入姬路市 | 姬路市                   | 姬路市                   | 姬路市 |
| 曾左村       |                         |                          |                         |                       | 1954年7月1日 併入姬路市 | 姬路市                   | 姬路市                   | 姬路市 |
| 部村         |                         |                          |                         |                       | 1954年7月1日 併入姬路市 | 姬路市                   | 姬路市                   | 姬路市 |
| 四鄉村       | 四鄉村                  | 四鄉村                   | 四鄉村                  | 四鄉村                | 四鄉村                  | 1957年10月1日 併入姬路市 | 姬路市                   | 姬路市 |
| 御國野村     |                         |                          |                         |                       |                         | 1957年10月1日 併入姬路市 | 姬路市                   | 姬路市 |
| 花田村       |                         |                          |                         |                       |                         | 1957年10月1日 併入姬路市 | 姬路市                   | 姬路市 |
| 谷外村       | 谷外村                  | 谷外村                   | 谷外村                  | 谷外村                | 1954年8月1日 飾東村     | 1958年1月1日 併入姫路市  | 姬路市                   | 姬路市 |
| 谷內村       |                         |                          |                         |                       | 1954年8月1日 飾東村     | 1958年1月1日 併入姫路市  | 姬路市                   | 姬路市 |
| 家島村       | 家島村                  | 1928年11月10日 家島町    | 1928年11月10日 家島町   | 1928年11月10日 家島町 | 1928年11月10日 家島町   | 1928年11月10日 家島町    | 2006年3月27日 併入姬路市 | 姬路市 |
| 置鹽村       | 置鹽村                  | 置鹽村                   | 置鹽村                  | 置鹽村                | 置鹽村                  | 1955年7月1日 夢前町      | 2006年3月27日 併入姬路市 | 姬路市 |
| 鹿谷村       |                         |                          |                         |                       |                         | 1955年7月1日 夢前町      | 2006年3月27日 併入姬路市 | 姬路市 |
| 菅野村       |                         |                          |                         |                       |                         | 1955年7月1日 夢前町      | 2006年3月27日 併入姬路市 | 姬路市 |